# Coup de Lophem

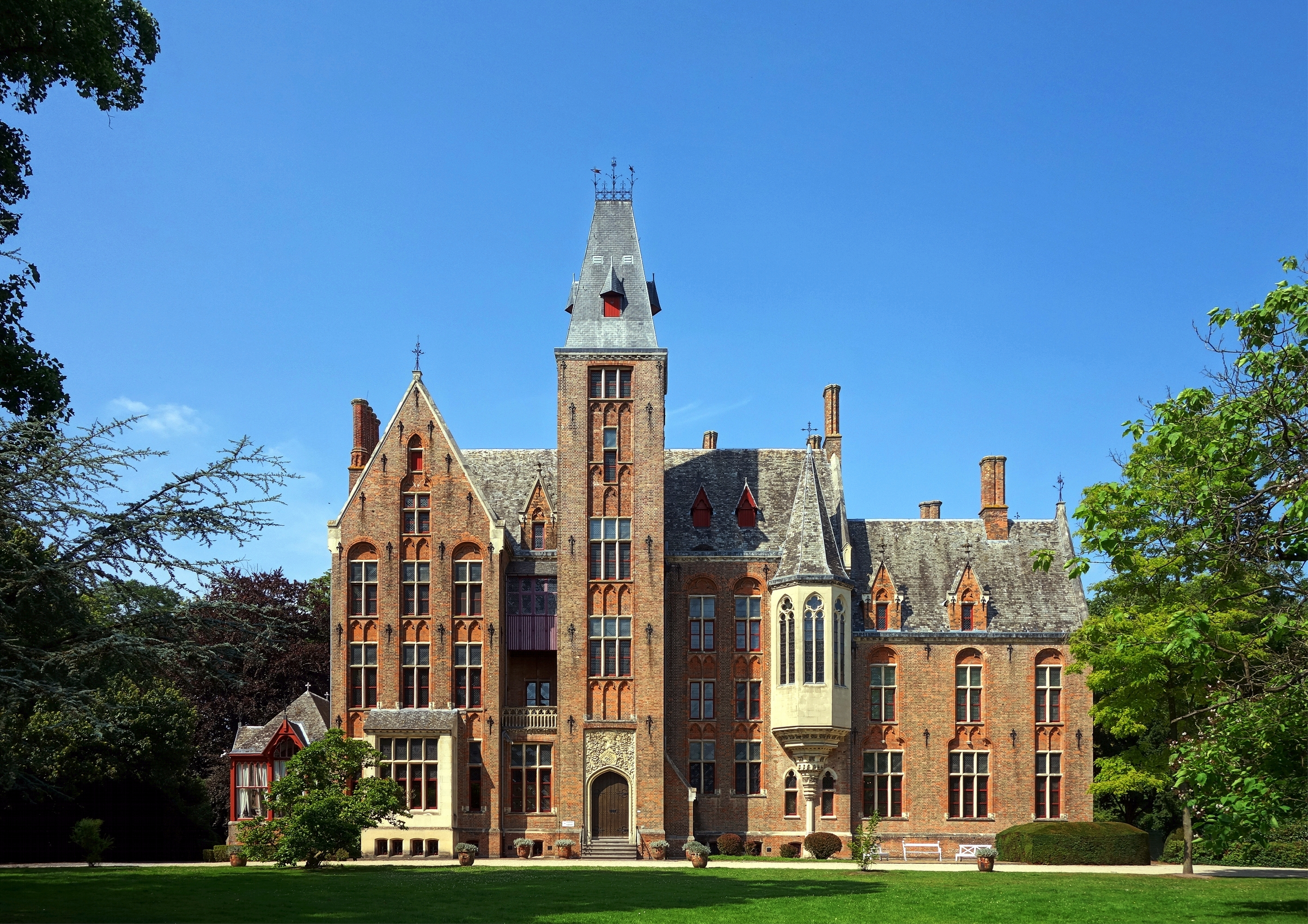
Le château de Lophem en 2013.

Le coup de Lophem, parfois orthographié coup de Loppem (en néerlandais : Revolutie van Loppem), est un épisode politique belge ayant eu lieu au château de Lophem. Il a permis le suffrage universel masculin en Belgique, autorisé les coalitions d'ouvriers, et donné le droit aux Flamands néerlandophones d'établir un enseignement supérieur en néerlandais. Il fut comparé par les conservateurs catholiques à un coup d'État, d'où son nom.

## Déroulement

### Entrevue de Lophem
Le soir du 11 novembre 1918, le roi Albert Ier reçoit au château de Lophem, chez les barons van Caloen, Gérard Cooreman, chef de cabinet, Paul-Émile Janson, député libéral de Bruxelles, et Édouard Anseele, député socialiste de Gand. Après le départ de Janson et d'Anseele, le roi demande à Cooreman de convoquer le surlendemain des hommes politiques et des personnalités influentes restés au pays pendant la guerre. Ces personnalités appartiennent presque toutes à la gauche. À la suite de ces consultations, le roi propose, probablement à la suite d'une suggestion d'Émile Francqui, de confier à Léon Delacroix la mission de constituer un gouvernement d'union nationale. Tous les conseillers se rallient à cette proposition.
Ce gouvernement reçoit pour mission de reconstruire le pays, de réformer la Constitution belge pour instaurer le suffrage universel pur et simple à vingt et un ans et d'établir un enseignement supérieur en néerlandais. Le roi était en effet un partisan du suffrage universel pur et simple, déjà avant le conflit.

### Retour à Bruxelles

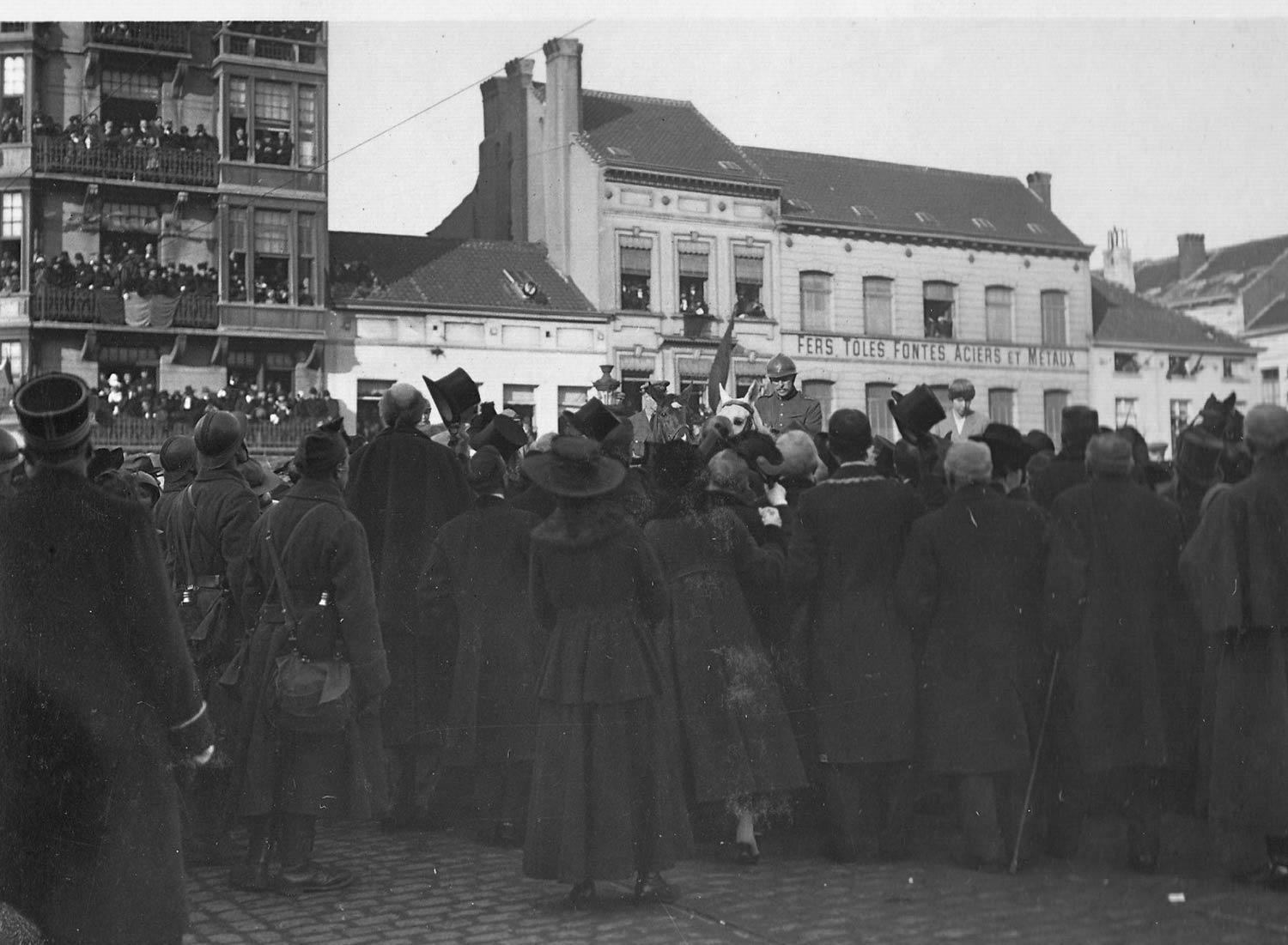
Retour du roi Albert à Bruxelles (Porte de Flandre, le 22 novembre 1918).

Après quarante-huit heures de réflexion, Léon Delacroix accepte et constitue un cabinet d'union nationale. Charles de Broqueville accepte le portefeuille de l'Intérieur, à la demande expresse du roi. Le 22 novembre 1918, la famille royale rentre à Bruxelles où elle est accueillie par une foule enthousiaste. Le roi se rend au Parlement et annonce que son gouvernement fera adopter le suffrage universel, créera une université flamande, autorisera les coalitions d'ouvriers et étendra les lois sociales. Dans son discours, le roi insiste notamment sur l'hygiène sociale, la lutte contre l'alcoolisme et la nécessité d'une répartition plus équitable des richesses.

### Élections
Conformément à ce qui avait été annoncé dans le discours royal, une loi est en effet votée, organisant l'élection immédiate d'une constituante au suffrage universel masculin pur et simple. 
Dans un contexte troublé (soulèvements communistes en Allemagne et en Hongrie, manifestations et grèves en France et en Italie, le mouvement flamand en Belgique), ces élections législatives du 16 novembre 1919 ont lieu, et sont historiques. Les résultats de l'élection étaient largement imprévisibles à la suite de l'introduction du suffrage universel masculin. Pour la première fois depuis 1884, le parti catholique perd la majorité absolue. Les socialistes du Parti ouvrier belge doublent leurs scores électoraux et deviennent la seconde force politique du pays. Le Parti libéral est relégué à la troisième place.
Cependant, le respect strict de la Constitution aurait exigé que ces élections se fissent au suffrage plural et qu'ensuite, la nouvelle assemblée élue révisât la Constitution afin d'octroyer le suffrage universel. C'est le non-respect de cette procédure que les catholiques conservateurs, déçus par l'élection, ont appelé « le coup de Lophem ». Par contre, la création d'une université flamande à Gand sera retardée jusqu'en 1930,.

## Polémique
Le « coup de Lophem » est dénoncé dans la presse conservatrice, surtout catholique, mais aussi libérale, en 1921 et en 1930, à la suite de révélations sur les consultations de 1918. C'est le caractère inconstitutionnel de l'octroi du suffrage universel et la création de l'université flamande à Gand qui furent principalement critiqués et attribués à la peur de troubles. Le 11 février 1930, le roi écrit une lettre publique au Premier ministre Henri Jaspar pour mettre fin à cette polémique. Il y affirme notamment que ce n'est ni un chantage ni la peur de troubles qui ont motivé les décisions prises à Lophem. Par ailleurs, le retard dans la création de l'université flamande aliène au roi les extrémistes flamands, qui lui reprochent d'avoir promis ce qu'il ne pouvait octroyer.